# Oleria astrea
Espèce
Oleria astrea est une espèce d'insectes lépidoptères, un papillon diurne appartenant à la famille des Nymphalidae, sous-famille des Danainae, à la tribu des Ithomiini, sous-tribu des Oleriina et au genre Oleria.

## Dénomination
Oleria astrea a été décrit par Pieter Cramer en 1775 sous le nom initial de Papilio astrea.

### Noms vernaculaires
Oleria astrea se nomme Astrea Clearwing en anglais.

### Sous-espèces
- Oleria astrea astrea ; présent au Brésil.
- Oleria astrea burchelli (Sanders, 1904) ; présent au Brésil.
- Oleria astrea chloris Lamas & Brévignon, 1993 ; présent au Surinam, en Guyana et en Guyane.
- Oleria astrea thiemei (Oberthür, 1879) ; présent en Colombie.
- Oleria astrea ssp.[1].

## Description
Oleria astrea est un papillon aux ailes transparentes à veines marron et bordure marron.

## Écologie et distribution
Oleria astrea est présent en Colombie, au Brésil, au Venezuela, au Surinam, en Guyana et en Guyane.

### Protection
Pas de statut de protection particulier.